# Гуаньду
Гуаньду́ (кит. упр. 官渡, пиньинь Guāndù, буквально: «казённая переправа») — район городского подчинения городского округа Куньмин провинции Юньнань (КНР).

## История
Исторически в этих местах находилась переправа, которой активно пользовались официальные лица. В XI веке во времена государства Дали эти места были отданы во владение роду Гао, и здесь были возведены укреплённый город и храм. После монгольского завоевания эти места с 1276 года вошли в состав уезда Куньмин (昆明县) и стали местом размещения его властей.
После вхождения в состав КНР уезд Куньмин сначала вошёл в состав Специального района Удин (武定专区), а в 1951 году был передан под юрисдикцию властей города Куньмин. В 1953 году уезд Куньмин был расформирован, а его территория вошла в состав города Куньмин. Как бывший уезд, так и город делились на много мелких районов. Новые власти стали их постепенно сливать друг с другом, и в итоге в 1956 году в результате реформы административного деления районы № 5 и № 6 были объединены в новый район, получивший название «Гуаньду», а район № 7 получил название «Лунцюань». В 1958 году район Лунцюань был присоединён к району Гуаньду.

## Административное деление
Район делится на 10 уличных комитетов.